# Józef Wypych
Józef Wypych (ur. 22 lutego 1939 w Krakowie, zm. 2 października 2017 w Częstochowie) – polski inżynier, doktor nauk technicznych, wieloletni dyrektor Huty Częstochowa, dyrektor Huty Zawiercie.

## Życiorys
Urodził się jako syn Zofii i Mieczysława. Dzieciństwo spędził w Książnicach Wielkich w Małopolsce. Ukończył II Liceum im. Jana III Sobieskiego w Krakowie. Rozpoczął studia w Akademii Górniczo-Hutniczej w Krakowie, ale kontynuował je w Politechnice Częstochowskiej na kierunku metalurgia. Studia ukończył 1962, zdobywając tytuł inżyniera i specjalizując się w metalurgii stali i surówki.
W tym samym roku rozpoczął pracę w Hucie im. Bolesława Bieruta, w której przechodził kolejne szczeble kariery zawodowej - od wstępnego stażu na stalowni poprzez funkcje mistrza pieców martenowskich, kierownika hali lejniczej i zastępcy kierownika wydziału ds. technicznych. W 1972 został kierownikiem wydziału stalowni. Cztery lata później został przeniesiony do Huty Zawiercie, gdzie pracował kolejne dziewięć lat – na początku jako dyrektor produkcji, w ostatnich dwóch latach jako dyrektor naczelny.
W grudniu 1985 przystąpił do konkursu na stanowisko dyrektora naczelnego Huty im. Bolesława Bieruta (za jego dyrekcji w 1989 nastąpiła zmiana nazwy na Huta Częstochowa). Dokonał restrukturyzacji huty, zmieniając ją w jedną z najnowocześniejszych w kraju. Dyrektorem był do 30 kwietnia 1998. Po komercjalizacji huty i przekształceniu jej w spółkę od 1 maja 1998 pełnił funkcję prezesa zarządu (do 1999), a przez kolejne lata był przewodniczącym rady nadzorczej Huty Częstochowa jako przedstawiciel skarbu państwa (do 2002).
Był współtwórcą sukcesów klubu Raków Częstochowa w latach 90., kiedy piłkarze grali w ekstraklasie, a siatkarze awansowali do finału Pucharu Polski. Otrzymał tytuł Honorowego Prezesa RKS-u Raków.
W 1991 uczestniczył w tworzeniu Regionalnej Izby Przemysłowo-Handlowej w Częstochowie, w której został jednym z wiceprezydentów Rady Izby.
W 1998 obronił na Wydziale Metalurgii i Inżynierii Materiałowej Akademii Górniczo-Hutniczej rozprawę doktorską Studium restrukturyzacji Huty Częstochowa, napisaną pod kierunkiem prof. Jana Janowskiego i uzyskał stopień doktora nauk technicznych w dyscyplinie metalurgia.
W wyborach 4 czerwca 1989 kandydował na senatora, ale nie uzyskał mandatu.
W 1994 wyróżniony tytułem Złotego Inżyniera. Jeden z członków założycieli Akademicko-Gospodarczego Stowarzyszenia Hutnictwa, utworzonego w 1995 przy Wydziale Metalugrii i Inżynierii Materiałowej Akademii Górniczo-Hutniczej w Krakowie. Kawaler Honorowego Medalu SPWIR im. Tadeusza Sendzimira, przyznanego w 1999 przez Stowarzyszenie Polskich Wynalazców i Racjonalizatorów.
Zmarł 2 października 2017 w Częstochowie, pochowany został na Cmentarzu Komunalnym w Częstochowie.
Żonaty z Danutą, z którą miał dwie córki: Annę i Alinę.